# Cornwallis Park
Cornwallis Park (do 2000 Cornwallis) – miejscowość (community; do 2000 compact rural community) w kanadyjskiej prowincji Nowa Szkocja, w hrabstwie Annapolis.